# Barry B. Longyear
Barry Brookes Longyear (Harrisburg, 12 de mayo de 1942-New Sharon, Maine, 6 de mayo de 2025) fue un escritor y guionista de ciencia ficción y fantasía estadounidense más conocido por haber escrito Enemy Mine (1979), relato corto que recibió los premios Hugo, Nébula y Locus.

## Producción literaria y premios
Enemy Mine sería llevado al cine bajo un título homónimo en 1985 bajo producción de Twentieth Century Fox, la dirección de Wolfgang Petersen y protagonizado por Dennis Quaid y Louis Gossett Jr.; además, se novelizó en colaboración con David Gerrold; además, en 1980 recibió el premio John W. Campbell al mejor escritor novel, transformándolo en único escritor en ganar los premios Hugo, Nébula, y Campbell en un mismo año. Una versión ampliada de la novela original, así como dos novelas que completan una trilogía —The Tomorrow Testament y The Last Enemy— se reunieron en The Enemy Papers.

## Obras
Novela
- Enemy Mine (1985) con David Gerrold
- Sea of Glass (1986)
- Naked Came the Robot (1988)
- The God Box (1989)
- The Homecoming (1989)

Series de ficción
- Alien Nation
  - 4 The Change (1994)
  - 5 Slag Like Me (1994)
- Quadrants Universe
  - The Jaren (1979) como Frederick Longbeard
  - Manifest Destiny (1980)
  - USE Force (1980)
  - Savage Planet (1980)
  - The Portrait of Baron Negay (1981)
- Circus World
  - 1 Circus World (1981) [C]
  - 2 City of Baraboo (1980)
  - 3 Elephant Song (1982)
  - The Tryouts (1978)
  - The Star Show (1979)
  - The Magician's Apprentice (1979)
  - The Second Law (1979)
  - Proud Rider (1979)
  - Dueling Clowns (1979)
  - The Quest (1979)
  - Priest of the Baraboo (1979)
  - The Book of Baraboo (1980)
  - Elephant Song (1982)
- Dracon
  -     - Enemy Mine (1979)

  - The Tomorrow Testament (1983)
  - The Last Enemy (1997)
  - The Enemy Papers (1998)
  - Enemy Mine:The Author's Cut (1998)
- Infinity Hold
  - Infinity Hold (1989)
  - Kill All the Lawyers (2002) que apareció también en una revista en tres partes entre 1995 y 1996.
  - Keep the Law (2002)

Antologías
- Enemy Mine / Another Orphan (1989) with John Kessel
- El Último de los Winnebago / Enemigo Mío (2004) with Connie Willis

Series de relatos cortos
- Liavek
  - The Fortune Maker (1985)
- Jaggers and Shad
  - The Good Kill (2006)
  - The Hangingstone Rat (2007)
  - Murder in Parliament Street (2007)
  - The Purloined Labradoodle (2008)